# Freshta Karim
Freshta Karim (Kabul, 5 de abril de 1992) es una activista afgana por los derechos de la infancia y presentadora de televisión. Es fundadora y directora de Charmaghz, una ONG con sede en Kabul dedicada a promover la educación de los niños en Afganistán.

## Trayectoria
Karim nació en Kabul en 1992, unas tres semanas antes del comienzo de la Guerra Civil. Pasó sus primeros años de vida en Pakistán como refugiada antes de regresar a Kabul. A los 12 años, se puso en contacto con un canal de televisión local y la contrataron como presentadora de un programa dedicado a los niños. Durante su adolescencia, trabajó para varios canales locales de radio y televisión.
Karim estudió Ciencias Políticas en la Universidad de Panjab, tras lo cual cursó un máster en Políticas Públicas en el Somerville College de la Universidad de Oxford.
Tras finalizar sus estudios en 2016, Karim regresó a Afganistán y fundó Charmaghz, una ONG con sede en Kabul dedicada a promover la educación, la alfabetización y el pensamiento crítico de los niños, en un país traumatizado por décadas de guerra. La organización transforma autobuses públicos en desuso en bibliotecas móviles, donde los niños aprenden a leer y escribir, participan en actividades artísticas y escuchan cuentos.
Tras la caída de Kabul en agosto de 2021, Karim solicitó asilo en el Reino Unido, donde reside actualmente. El 17 de noviembre de 2021, Karim pronunció un discurso en el Consejo de Seguridad de la ONU en el que declaró: "Tenemos que hacer el esfuerzo de ver lo humano en los demás, escuchar su sufrimiento y sus historias... Hoy comienzo este viaje declarando que nadie es un enemigo".
Hasta 2023, Karim fue asesora principal del Fondo Malala. En 2023, fue elegida miembro del consejo de BBC Media Action.

## Reconocimientos
En 2019, Karim fue galardonada con el Max-Herrmann-Preis, y apareció en la selección Forbes 30 Under 30. En 2021, apareció en la lista BBC 100 Women y fue una de las finalistas del Premio Sájarov del Parlamento Europeo(concedido ese año a Alekséi Navalni), junto con otras diez mujeres afganas.